# Шапинець
Шапинець (словац. Šapinec) — частина села Округле, до 1964 року самостійне село в Словаччині, на території теперішнього  Свидницького округу Пряшівського краю. Розташоване в північно-східній частині Словаччини, у Низьких Бескидах.
Уперше згадується у 16 столітті.
У селі є греко-католицька церква святих Кузьми та Дам'яна з 1902-1910 років у стилі сецесії. З 1963 року національна культурна пам'ятка. 

## Населення
У селі проживає 30 осіб. Поселення має зараз «дачний» характер.
У 1880 році в селі проживало 120 осіб, з них 109 осіб вказало рідною мовою русинську, 5 осіб були німі, 3 німецьку, 3 словацьку, 108 греко-католиків, 11 юдеїв, 1 римо-католик.
У 1910 році в селі проживало 137 осіб, з них 123 осіб вказало рідною мовою русинську, 8 словацьку, 3 німецьку, 2 угорську, 1 іншу, 123 греко-католики, 9 римо-католиків, 5 юдеїв.

### Видатні постаті
- Міхал Босак  (1869 – 1937)  — в селі народився американський банкір, його підпис на банкноті 10–ти долярів США
- Федір Віцо — в селі народився відомий словацький карикатурист українського походження, у минулому писав у «Нове Життя», зараз активний член Русинської оброди